# Après
Après es un álbum de estudio del músico estadounidense Iggy Pop, publicado el 9 de mayo de 2012 por Thousand Mile Inc. y producido por Hal Cragin. El disco consiste parcialmente de versiones de canciones en francés y otros clásicos de agrupaciones y artistas como The Beatles, Frank Sinatra y Yoko Ono.

## Lista de canciones
1. "Et si tu n'existais pas"
2. "La Javanaise"
3. "Everybody's Talkin'"
4. "I'm Going Away Smiling"
5. "La Vie en rose"
6. "Les Passantes"
7. "Syracuse"
8. "What Is This Thing Called Love?"
9. "Michelle"
10. "Only the Lonely"